# Simona Mușat
Simona Dumitrița Mușat, née Strimbeschi est une rameuse roumaine née le 16 septembre 1981 à Botoșani. 

## Biographie
Simona Mușat s'est classée cinquième à l'épreuve de deux de couple en compagnie de Camelia Macoviciuc-Mihalcea aux Jeux olympiques d'été de 2004 à Athènes. Elle a aussi concouru aux Jeux olympiques d'été de 2008 à Pékin, où elle a remporté la médaille de bronze dans l'épreuve de huit.